# Quick (Zeitschrift)
Die Quick war eine zwischen 1948 und 1992 wöchentlich erscheinende deutsche Illustrierte, die zunächst vom Münchener Verlag Th. Martens & Co. verlegt wurde.

## Geschichte
Nach dem Zweiten Weltkrieg war die Quick die erste Illustrierte in Deutschland. Sie wurde u. a. von Theodor Martens, Diedrich Kenneweg und Hanns Hubmann gegründet. Die Quick sollte ein Telegramm-Magazin für den „eiligen Leser“ sein, das „auf 64 Seiten wöchentlich in 25 verschiedenen Rubriken alles Wissenswerte aus der ganzen Welt veröffentlicht.“ Für die erste Probenummer wurden 20.000 Hefte gedruckt, die schnell vergriffen waren. Quick erschien schließlich in einer Startauflage von 110.000 Exemplaren. Sie war lange Zeit neben den Zeitschriften stern und Bunte eine der bedeutendsten Zeitschriften in diesem Marktsegment. In den 1950er Jahren war sie auch bekannt für ihren Nick-Knatterton-Detektiv-Comic, gezeichnet von Manfred Schmidt. Traudl Junge, die letzte Sekretärin von Adolf Hitler, war nach dem Krieg viele Jahre Sekretärin der Chefredaktion von Quick.
Unter dem Chefredakteur Karl-Heinz Hagen – von 1960 bis zu seinem Wechsel zu Quick im Jahr 1962 Chefredakteur der Bild-Zeitung – konnte sich Quick mit einer Auflage von wöchentlich bis zu 1,7 Millionen Exemplaren nach dem Stern mit 1,8 und vor Bunte und Neue Illustrierte mit 1,6 bzw. 1,5 Millionen Exemplaren als zweitgrößte deutsche Illustrierte etablieren. 1966 überwarf sich Hagen mit seinem Verleger und Herausgeber Diedrich Kenneweg, nachdem dieser gefordert hatte, die redaktionellen Kosten pro Seite von 2000 DM auf 1600 DM zu senken, und gab seinen Posten auf.
Mitte des Jahres 1966 wurde Quick neben den Titeln Revue, twen und Kicker für 68 Millionen DM überraschend an die Bauer-Verlagsgruppe veräußert. Gleichzeitig wurde der Niederländer Heinz van Nouhuys als neuer Chefredakteur für zunächst drei Jahre gewonnen. Nouhuys erhielt für seine Tätigkeit jährlich 260.000 DM.
Nach der Übernahme durch die Bauer-Verlagsgruppe wurde die Illustrierte politisch zunehmend konservativ ausgerichtet und so im Kontrast zum Stern positioniert. So veröffentlichte Quick parallel zur Ostverhandlung der damaligen sozialliberalen Regierung mehrere Geheimprotokolle. Bonner Staatsanwälte und Steuerfahnder beschlagnahmten daraufhin Material in der Redaktion der Illustrierten. Der Stern versuchte wiederum, durch die Entlarvung von Nouhuys als ehemaligem Ost-West-Doppelagenten die Glaubwürdigkeit von Quick zu erschüttern – ein Fall, der die Gerichte über 14 Jahre hinweg, am Ende jedoch ergebnislos, beschäftigen sollte.
In den 1960er und 1970er Jahren hatte die Illustrierte Quick Oswalt Kolle als Autor zum Vorabdruck seiner Aufklärungsbücher gewonnen und erfuhr dadurch eine Auflagensteigerung. Im zweiten Quartal 1960 lag die durchschnittliche Druckauflage bei 1.389.608 Exemplaren wöchentlich, die höchste Auflage von Quick waren rund 1,7 Millionen Exemplare. In der Zeit der Sexwelle wandte sich die Zeitschrift zunehmend „Sex and Crime“-Themen zu. Die in den 1980er Jahren entfalteten Bemühungen, ihr mit einem geänderten Konzept ein neues Profil zu verschaffen, um so neue Leserschichten zu erschließen, schlugen fehl.
Ende 1970 musste der Erste Sekretär an der Botschaft der Sowjetunion in Berlin, Pjotr F. Borowinskij, der gleichzeitig Resident des sowjetischen Militärgeheimdienstes GRU war, nach einem Artikel in der Quick seinen Posten räumen. Im Jahr 1983 enttarnte das Blatt im Auftrag des Bundesamtes für Verfassungsschutz den Luftwaffenattaché an der sowjetischen Botschaft in Bonn, Oberst Wiktor Martschenko, als GRU-Offizier.
Ab 1990 versuchte der neue Chefredakteur Richard Mahkorn, Quick wieder zur politischen Mitte hin zu orientieren, und druckte in diesem Zusammenhang unter anderem Briefe des einstigen DDR-Devisenbeschaffers Alexander Schalck-Golodkowski an Minister für Staatssicherheit Erich Mielke über persönliche Kontakte zu Franz Josef Strauß ab, was heftige Proteste der CSU auslöste.
Zwischen 1990 und 1992 sank das Anzeigenaufkommen um 50 Prozent und die Auflage auf wöchentlich 700.000 Exemplare. Neben Lesezirkel-, Auslands-, Abonnements- und Werbeexemplaren wurden im Einzelverkauf nur noch knapp 220.000 Stück abgesetzt. Quick wurde infolgedessen im August 1992 quasi über Nacht eingestellt. Chefredakteur Mahkorn begründete die Einstellung vor allem damit, dass das Privatfernsehen durch seinen Aufschwung in beträchtlichem Umfang Werbeaufträge aus marktschwächeren Druckmedien absauge. Der Bauer-Verlag selbst beteiligte sich in jener Zeit am neuen Sender RTL II.
Unabhängig davon waren alle Illustrierten bereits seit Jahren gleichermaßen von Auflagenverlusten betroffen, da Käufer immer mehr Special-Interest-Titel bevorzugten. Von der Schließung der Quick-Redaktion waren 100 Mitarbeiter betroffen, davon 70 Redakteure.

### Chefredakteure
- 1948–1951: Harald Lechenperg
- 1951–1961: Franz Hugo Mößlang
- 1962–1966: Karl-Heinz Hagen
- 1966:–1966 Diedrich Kenneweg (zeitgleich auch Verleger und Herausgeber)
- 1966–1968: Heinz van Nouhuys
- 1968–1970: Siegfried Aghte
- 1970–1972: Helmut Eilers (teilweise gemeinsam mit Ahrens)
- 1971–1972: Wilfried Ahrens (teilweise gemeinsam mit Eilers)
- 1972–1975: Egon Fein
- 1976–1976: Gerhard Jäger
- 1976–1979: Fred Baumgärtel
- 1979–1987: Gert Braun
- 1987–1988: Egon F. Freiheit
- 1988–1990: Peter Balsiger
- 1990–1992: Richard Mahkorn